# Philippe Aubert (pasteur)
Pour les articles homonymes, voir Aubert et Philippe Aubert.
Philippe Aubert, né le 10 décembre 1958 à Héricourt, est un pasteur français de l'Union des Églises protestantes d'Alsace et de Lorraine officiant à Mulhouse. Il est engagé dans la vie politique de la région.

## Biographie
Il étudie à la faculté de théologie protestante de Strasbourg et de Montpellier. En 1987, il est nommé pasteur de la paroisse Saint-Paul de Mulhouse. Il préside le Conseil presbytéral des six paroisses mulhousiennes de 1991 à 2000, puis le Consistoire du Haut-Rhin de 2000 à 2012,,. Il est auditeur de l'Institut des hautes études de défense nationale.
De 2002 à 2006, il est vice-président de l’Association française des amis d’Albert Schweitzer, premier vice-président du comité du Monument Alfred Dreyfus et membre de l'Académie des sciences, lettres et arts d'Alsace. Il est administrateur de la Fondation de la Maison du Diaconat et il préside son comité d’éthique depuis 2009. En 2014, il est nommé président du conseil de développement de Mulhouse Agglomération,. Depuis 2016, il co-préside la Conférence des Conseils de développement du Grand Est avec Dominique Valk.

## Travaux et recherches
Philippe Aubert est l’auteur de plusieurs ouvrages et de nombreux articles. Son domaine de recherche est assez large, allant des relations entre la théologie protestante et la culture, à l’œuvre du théologien français Gabriel Vahanian, en passant par la théologie d’Albert Schweitzer, les transcendantalistes américains, l’histoire du protestantisme et la littérature anglaise à l’époque victorienne. Il a publié dans les revues françaises Foi et Vie, Évangile et Liberté, Études schweitzeriennes, Humanisme, dans la revue Vivre, en Belgique, et dans la revue américaine Ellul Studies.

## Prises de position
Il dénonce la Porte ouverte chrétienne, église pentecôtiste alsacienne en l'accusant d'« idolâtrie » et de « néopaganisme ».[non pertinent]

## Distinctions
- Chevalier de l'ordre national du Mérite[12] (1997)
- Chevalier de la Légion d'honneur[13] (2007)

## Principaux ouvrages
- Foi et Histoire, préface de Bernard Cottret, Le Ralliement, Mulhouse[14].
- Les Fantômes d’Arundel, roman, Opal-Istra, Paris, 2005.
- La Malédiction de Darwin, roman, Le Verger, Strasbourg, 2007[15].
- Calvin, Le Ralliement, Mulhouse, 2009.
- Gabriel Vahanian. Penseur de l’utopie chrétienne, Olivétan, Lyon, 2016[16].
- Paroles protestantes, avec Roland Kauffmann, Olivétan, Lyon, 2019[17],[18].
- Même les pierres le crieront. Les inscriptions murales du Temple Saint-Paul de Mulhouse, Mulhouse, 2021.

### Contributions
- « Le concept de liberté », dans L’Institution de la Religion chrétienne de Calvin, Actes du 5e symposium humaniste international de Mulhouse, 1993, supplément de l’OURS n°243, Office universitaire de recherche socialiste.
- « Le protestantisme français, de la royauté à la république », Actes du 7e symposium humaniste international de Mulhouse, 1995, Éditions du Cêtre, 1996.
- « L’Humanisme dans la théologie d’Albert Schweitzer », Actes du 8e symposium humaniste international de Mulhouse, 1997, Éditions du Cêtre, 1997.
- « L’Angleterre du temps de William Pitt le Jeune », Actes du 9e symposium humaniste international de Mulhouse, 1997, Éditions du Cêtre, 1997.
- Albert Schweitzer, les sermons de Lambaréné, texte commenté par Philippe Aubert et Jean-Paul Sorg, Strasbourg, 2002.
- Préface de Milton et Mirabeau. Rencontre révolutionnaire, Christophe Tournu, La Documentation républicaine, ÉDIMA, Paris 2002.
- « La foi à l’épreuve de la déportation », Le Déporté pour la liberté, avril 2012, Paris.
- « Les liens étroits entre protestantisme et franc-maçonnerie », Saisons d’Alsace, février 2020.
- « Bible et transcendance », Pages 225-239, Qu’est-ce qui arrive à la spiritualité, sous la direction de Marc Halévi, Éditions Laurence Massaro, 2020.
- « Savoir initiatique et savoir romantique », Epistolae Latomorum n°55, Paris, décembre 2020.
- « La vieillesse dans la Bible », pages 101-111, Qu’est-ce qui arrive à la vieillesse ?, sous la direction de Marc Halévi, Éditions Laurence Massaro, 2021.
- « Se convertir au monde d’après avec Henry David Thoreau », dossier Évangile et Liberté n°350, Paris, 2021.
- « Le Prologue de Jean. Du texte à la théologie », Epistolae Latomorum, n°58, Paris, octobre 2021.
- « Repenser le mythe puritain », Évangile et Liberté n° 354, Paris 2022.
- « Le monde est mon temple »,Epistolae Latomorum, n°60, Paris, avril 2022.
- « Technique et spiritualité », Epistolae Latomorum, n°61, Paris, juillet 2022.
- « Le Voyage du Pèlerin et la théologie puritaine », Positions luthériennes, Paris, avril-juin 2023.
- « La place de Martin Luther dans Une Histoire de la Philosophie, de Jürgen Habermas », Positions luthériennes, Paris, octobre-décembre 2023.
- « Henry David Thoreau et la religion », Positions luthériennes, Paris, Juillet 2024.
- « Église et travail théologique », Positions luthériennes, Paris, janvier-mars 2025.
- «Frankenstein et les Illuminés de Bavière », Epistolae Latomorum, n°71, Paris, juillet 2025